# Efferia basingeri
Efferia basingeri är en tvåvingeart som beskrevs av Wilcox 1966. Efferia basingeri ingår i släktet Efferia och familjen rovflugor. Inga underarter finns listade i Catalogue of Life.